# Grube Silberwiese
Die Grube Silberwiese war ein Bergwerk bei den Ortsgemeinden Rott und Eichen im Landkreis Altenkirchen in Rheinland-Pfalz.

## Geschichte
1795 wurde die Grube erstmals erwähnt, wahrscheinlich ist sie aber schon älter. Der Erzbergbau verstärkte sich ab 1815 unter preußischer Verwaltung. Am 30. März 1827 konsolidierte die Grube. 1916 wurde der Schacht der Grube angelegt. Er erreichte eine Teufe von 520 m. Bis zu 400 Belegschaftsmitglieder arbeiteten bis zur Stilllegung am 31. Mai 1941 in der Grube. 1926 wurden 73.200 t Eisenerz gefördert, die Gesamtförderung lag bei 1,249 Mio. t Erz. Zur Verladung der Erze bestand eine knapp 2 km lange Schmalspurbahn nach Oberlahr. Auf ihr waren zwei Dampfloks in Betrieb.

## Konsolidation
Seit 1930 bestand eine Konsolidation mit der Grube Harzberg in Burglahr/Peterslahr. Sie bestand ab 1803. 1833 fand eine Konsolidation statt. Tiefbau wurde ab 1872 betrieben, der Schacht erreichte 420 m Teufe und wurde  bereits am 30. September 1895 stillgelegt. Seit 1876 bestand eine Seilbahn. Folgende Förderungen wurden erreicht:
- 1877: 10.831 t Eisenerz
- 1883: 16.803 t Eisenerz
- 1884: 5.396 t Brauneisenstein, 6.198 t Spateisenstein, 26 t Kupfererz
- 1885: 14.581 t Eisenerz

1939 wurde der Grubenbetrieb komplett eingestellt.